# 031 T Est 613 à 742

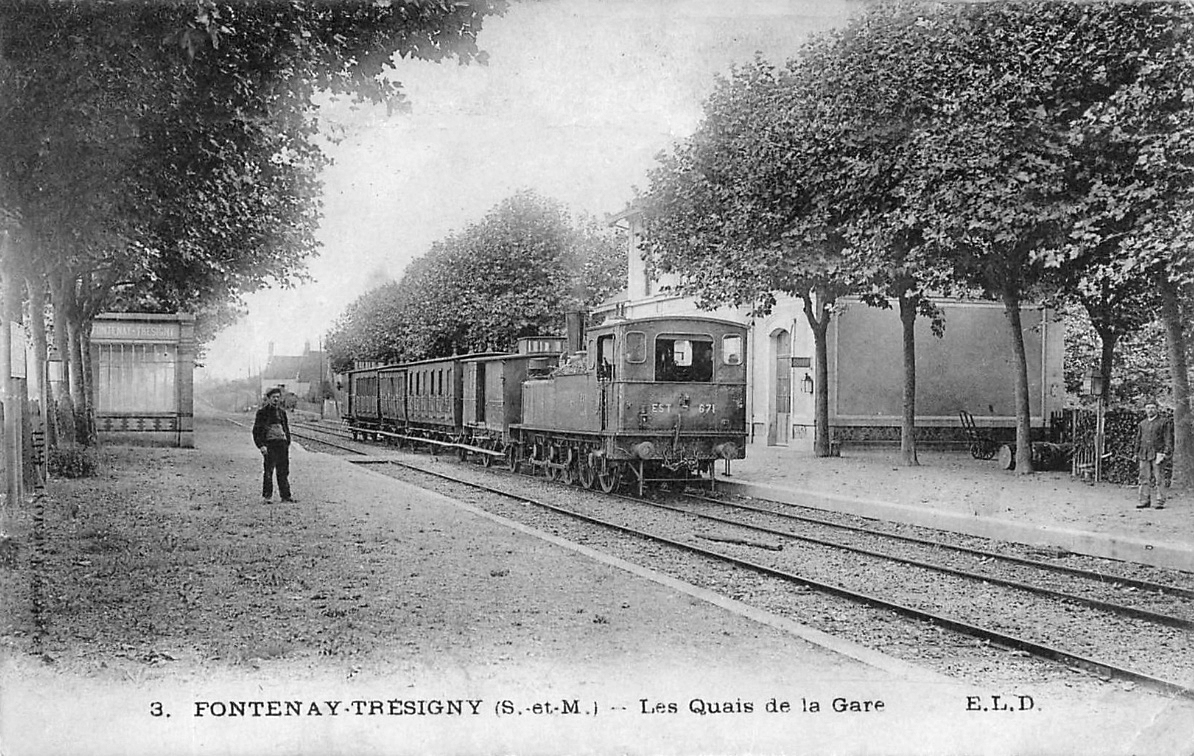
Locomotive SACM 031 T Est n°671

Les locomotives 031 T Est 613 à 742 étaient des locomotives-tender de type 031 de la Compagnie des chemins de fer de l'Est et construites entre 1881 et 1892. Elles formaient la Série 8.

## Genèse
La Compagnie des chemins de fer de l'Est se retrouve très vite confrontée à un problème d'augmentation des trains et de tonnage dans la banlieue de Paris. Si les premiers trains étaient tractés par des 120 T il fallut très vite passer à des locomotives plus puissantes et la compagnie se décida pour des 031 étaient une version améliorée des locomotives 030 dont l'essieu porteur arrière supporte un foyer largement dimensionné et permet de circuler à bonne vitesse en marche arrière.
La construction est réalisée par les ateliers de la Compagnie à Épernay et plusieurs grands constructeurs, selon le tableau ci-dessous: 
| N° EST  | constructeur                                          | année     |
| 613-622 | Ateliers d'Épernay                                    | 1881      |
| 623-632 | Société alsacienne de constructions mécaniques (SACM) | 1882      |
| 633-650 | SACM                                                  | 1882      |
| 651-673 | SACM                                                  | 1884      |
| 674-683 | Cail                                                  | 1884      |
| 684-692 | Ateliers d'Épernay                                    | 1891      |
| 693-704 | Ateliers d'Épernay                                    | 1893      |
| 705-728 | Ateliers d'Épernay                                    | 1894-1895 |
| 729-742 | Société de construction des Batignolles               | 1895      |

## Description
Ces machines disposaient d'un moteur à simple expansion et étaient munies d'une distribution de type Stephenson. La chaudière comportait un foyer de type « Crampton ». La prise de vapeur est située à l'avant de la chaudière tandis que le dôme se trouve à l'arrière. La commande de régulateur est extérieure de type « Crampton ». Les soutes à eau étaient latérales et la soute à combustible était placée à l'avant de l'abri du côté gauche.
Le châssis comporte deux longerons extérieurs aux roues et un longeron central intérieur, situé sous la boîte à fumée. Les cylindres, le mouvement et les roues sont situés à l'intérieur du châssis autour de ce longeron central. Seules les bielles d'accouplement et la suspension disposées à l'extérieur sont visibles. Les bielles motrices entraînent le deuxième essieu. La position des cylindres est inclinée vers le haut, ce qui permet aux bielles de passer au-dessus du premier essieu (ce dernier est entraîné uniquement par les bielles d'accouplement). L'essieu arrière est un simple essieu porteur ne disposant pas d'un jeu latéral.

## Utilisation et Services
Ces machines étaient affectées aux trains de voyageurs de banlieue notamment ceux de la ligne de Vincennes. En 1888 à la suite d'essais, jugés satisfaisants, il fut décidé de poursuivre la construction de la série malgré le fait que la chaudière ne produisait pas assez de vapeur pour des efforts soutenus. À partir de la 031 T 684 la surface de grille fut agrandie de 24% pour essayer de pallier cet inconvénient.
La série était affectée au dépôts de Paris-la Villette et de Nogent-Vincennes avant d'être peu à peu redéployée à Noisy-le-Sec, Vaires, Meaux et Longueville.
D'abord concurrencées par les 031 T transformées en 131 T et 230 T qui leur enlevèrent les trains les plus rapides, elles eurent à subir après 1905 la concurrence des 232 T Est 3901 à 3940, puissantes et capables de circuler à bonne vitesse dans les deux sens mais handicapées par un faible poids adhérent et des démarrages lents dus à leur disposition Compound De Glehn.
L'arrivée des 141 T Est 4401 à 4512 entraîna le remplacement progressif des 031 T Est mais aussi celui des autres modèles anciens à trois essieux moteurs. Progressivement redéployées sur la ligne de Vincennes, elles en seront à leur tour chassées par un nouveau modèle spécialement conçues pour les trains, plus légers, de la ligne de Vincennes : les 131 T Est 32001 à 32050.

### À la SNCF
Lors de la création de la SNCF, au 1er janvier 1938, il restait 14 machines non transformées qui furent immatriculées 1-031 TA entre 641 et 741.
Si pendant la Seconde Guerre mondiale elles ne connurent pas de changement de service dès 1946 elles émigrèrent vers les dépôts de Nancy, Épinal, Saint-Dizier et Châlons-sur-Marne pour y assurer un service de trains secondaires jusqu'à la fin de leur carrière qui intervient dans les années 1950.

### Transformations
En 1905 25 locomotives furent équipées d'un changement de marche par servo-moteur à air comprimé pour les manœuvres et remontes de rames voyageurs dans les gares. Elles restèrent dans la Série 8 mais avec les numéros : G-613 à G-637 avec le G signifiant « Gare ».
Entre 1899 et 1901 une transformation plus lourde, réalisée par les ateliers de la Compagnie d'Épernay, eut lieu avec la transformation en 230 T de 50 locomotives issues de la deuxième série pour en améliorer la tenue de voie et la pratique de vitesses plus élevées. Ces locomotives, capables d'atteindre 90 km/h, prendront les numéros : 230 T Est B 684 à B 733 avec le B signifiant « Banlieue ».
Entre 1905 et 1907 une autre transformation lourde, toujours réalisée par les ateliers de la Compagnie d'Épernay, eut lieu avec la transformation en 131 T des locomotives G-613 à G-637 et 647 à 666 pour en améliorer la tenue de voie et éviter le retournement de la locomotive en fin de parcours. Elles prendront les numéros : 131 T Est V 613 à V 666 avec le V signifiant « Vincennes ».

## Caractéristiques
- Pression de la chaudière : 10 bar (1 MPa) pour les 613 à 683 et 12 bar (1,2 MPa) pour les 684 à 742
- Surface de grille : 1,82 m2 pour les 613 à 683 et 2,26 m2 pour les 684 à 742
- Surface de chauffe : 108,6 m2 pour les 613 à 683 et 110,3 m2 pour les 684 à 742
- Diamètre et course des cylindres : 460 & 600 mm
- Diamètre des roues motrices : 1 560 mm
- Diamètre des roues porteuses : 1 360 mm
- Capacité des soutes à eau : 5,2 m3
- Capacité de la soute à charbon : 3 t
- Masse à vide : 47,5 t pour les 613 à 683 et 49,3 t pour les 684 à 742
- Masse en ordre de marche : 59 t pour les 613 à 683 et 62,6 t pour les 684 à 742
- Masse adhérente : 44,8 t pour les 613 à 683 et 47,9 t pour les 684 à 742
- Longueur hors tout : 10,82 m pour les 613 à 683 et 11,25 m pour les 684 à 742
- Vitesse maxi en service : 75 km/h